# Julia Antivilo
Julia Antivilo   (Huasco, 1 d'octubre de 1974) nom artistic de Julia Alejandra Antivilo Peña és una artista feminista i investigadora xilena. A més de la seva tasca artística en el camp de la performance, les seves recerques s'enfoquen en el rol cultural de la dona a Amèrica Llatina i les relacions entre art, gènere i feminisme.
Té un Magíster en Estudis Llatinoamericans a la Universitat de Xile i un doctorat en Estudis Llatinoamericans per la mateixa institució. És creadora a Xile del col·lectiu Malignas Influencias, un espai de reflexió i de creació d'art feminista. Ha presentat les seves performances a Canadà, Xile, Argentina, Bolívia, Colòmbia, Estats Units, Costa Rica i Mèxic.

## Obres

### En coautoría
- 2002 - Historia de la Sociedad de Escritores de Chile: los diez primeros años de la SECH y visión general, 1931-2001
- 2000 - Belén de Sárraga: precursora del feminismo hispanoamericano (con Luis Vitale)